# 高木啓太郎
高木 啓太郎（たかぎ けいたろう、1916年1月1日 - 1997年10月11日）は、日本の写真作家、美術家。
写真、陶芸、書画を中心に、日本のみならず、欧米でも数多くの個展を開催するなど幅広く活躍した。

## 人物
1916年（大正5年）倉吉で生まれ、戦前に大陸に渡る。敗戦後、シベリア抑留を経験する。1948年（昭和23年）に帰国すると、倉吉でカメラ店を開き、民俗写真、民俗風景の撮影に熱中した。独学で写真を始め、塩谷定好や植田正治との親交を通じて技術を磨いた。同好の仲間と「光画クラブ」というアマチュア写真集団を作る。「光画クラブ」には、戦後の「砂丘社」復興にかかわった画家・徳吉英雄も参加した。さらにカメラ店の他に、民藝品店、画廊、喫茶店（久良）、蕎麦屋（土蔵蕎麦）など商売の幅を広げ、そこが芸術家たちの集うサロン的な場所となった。1969年（昭和44年）には、大山参道の地蔵を撮影した写真集『新雪地蔵』を出版する。倉吉の板画家・長谷川富三郎が装幀とカット板画を担当した。長谷川と高木は民藝を通じて親交を深め、「形朗会」と称して三千円で入手した品物を持ち寄って交換する会を催していたこともあった。

高木の表現活動は写真だけでなく、墨絵、水彩画、油絵、書、焼き物など幅広いジャンルに及んだ。東大寺の清水公照にならって、土をこねてつくった「泥佛」をつくるうちにシベリアの収容所で過ごした仲間たちの顔が浮かび「シベリア達磨」と呼ばれるシリーズが作られた。

後年、長谷寺の日参を自らに課し、参道の地蔵や風景を撮影した写真集を刊行している。長谷坂の地蔵にシベリアで亡くした友の顔が重なって見えたという。高木の表現には、シベリア抑留の経験が様々なかたちで影響している。
- 出版物、作品展などでは高木百拙（たかぎ ひゃくせつ）又は百拙庵（ひゃくせつあん）の名で活動していた。
- 第207世・第208世東大寺別当であった清水公照と親交があり、啓太郎の作品にも多くの影響を与えた。
- 清水公照の養子となった清水公庸（元・東大寺塔頭宝厳院住職、東大寺学園常任理事）は、啓太郎の三男である。

## 経歴
- 1916年（大正5年）1月1日 - 鳥取県東伯郡小鴨村大字中河原（現倉吉市中河原）に生まれる。
- 1977年（昭和52年）4月27日 - 総理府招待 地方文化功労者として総理大臣官邸へ招待。
- 1977年（昭和52年）9月25日 - 新日本海新聞 第1回出版文化賞受賞。
- 1978年（昭和53年）10月1日 - 倉吉市制25周年記念 市功労者として表彰。
- 1978年（昭和53年）12月8日 - 山陰中央新報社 地域開発文化賞受賞。
- 1986年（昭和61年）11月7日 - 鳥取県教育委員会 教育表彰。
- 1987年（昭和62年）11月1日 - 文部科学大臣表彰（地域文化功労）。
- 1997年（平成9年）10月11日 - 脳梗塞のため死去。81歳。

## 業績

### 出版物
- 新雪地蔵 伯耆大山参道（1969年、出版社不明）
- 三徳山三仏寺（1970年、研光社）
- 因幡伯耆写真集（1972年、研光社）
- 鳥取の年中行事（1976年、サン文庫／鶴田憲弥共著）
- 長谷坂三千遍 -ある石仏との対話 雨の日も風の日にも-（1978年、サン文庫）
- 続 長谷坂三千遍（1979年、サン文庫）
- 続続 長谷坂三千遍（1982年、サン文庫）
- シベリア抑留記「お陽さん ぽつんと赤かった」（1983年、サン文庫）
- 因伯写真往来（1986年、サン文庫）
- 長谷坂往来五千遍（1988年、サン文庫）
- 三朝のしきたり（共著本）

### 書画
- 不垢不浄（1981年）
- 心火摧破（1982年）
- 鯉のぼり（1983年）
- ええだないか（1983年）
- ええだないか百拙百味【1】（1983年）
- おらにゃ苦があって（1984年）
- 三相羅漢（1984年）
- ええだないか百拙百味【2】（1983年）
- 昨日在庵今日不在（1985年）
- たがいちがいに巨き掌（1985年）
- 如火（1985年）
- 一切世界中無法而不造（1985年）
- 観音立像（1985年）
- 骨太き足踏んまえて（1985年）
- 猛虎千里不留行（1985年）
- 露堂々（1986年）
- いろは美女（1986年）
- 修羅八荒・青不動明王（1986年）
- 観音座像（1986年）
- 観音立像（1986年）
- 白衣観音座像（1986年）
- 心随萬境転・羅漢像（1986年）
- 真妄（1986年）
- ええだないか百拙百味【3】（1986年）
- 寒山拾得（1987年）
- 宴山有幽奇（1987年）
- 羅漢立像（1992年）
- 不動明王・懺悔文（1992年）
- 善哉百拙百味（1993年）
- 桂林（1993年）
- 笑門来福（1993年）
- ええだないか百拙百味（1993年）
- 野火焼不盡春風吹又生（1993年）
- 酉年（1993年）
- 春の雪降る女はまこと美しい（1993年）
- 無垢清浄光・観音立像（1993年）
- 甘露法雨・無垢清浄光（1993年）
- ようこそようこそ（1993年）
- 消災招福（1994年）
- 喝可々大笑（1995年）
- 無一物中無盡蔵（1995年）
- 不動尊像・山水経（1995年）
- 観自在
- 百拙百味

## その他
- 現在、長女の中屋道子（旧姓：高木道子）が啓太郎の作品・著作物の著作権等を管理している。